# Dispăruții
Dispăruții este un scurt thriller românesc din 2014 regizat de Ion Bădescu. Rolurile principale au fost interpretate de actorii Ion Bădescu, Oana Iancu.

## Distribuție
Distribuția filmului este alcătuită din:
- Ion Bădescu — Ion
- Oltin Hurezeanu
- Oana Iancu
- Adrian Andrei
- Ruxandra Stanciu
- Alexandra Burcă
- Alexandru Gârjoabă